# Yvan Rajoarimanana
Yvan Rajoarimanana (Antananarivo, 23 agosto 1988) è un calciatore malgascio, attaccante del Saint-Pierroise.

## Carriera

### Club
Nel 2007 gioca all'Ajesaia. Nel 2008 passa al Saint-Pierroise. Nel 2010 si trasferisce al Japan Actuel's. Nel 2011 viene acquistato al CNaPS Sports. Dopo una stagione al MO Béjaïa, nel 2013 torna al CNaPS Sports. Nel 2014 passa al St. Michel. Nel 2015 si trasferisce al Saint-Pierroise.

### Nazionale
Ha debuttato in Nazionale il 31 maggio 2008, in Botswana-Madagascar. Ha segnato la sua prima rete con la maglia della Nazionale il 27 marzo 2011, in Madagascar-Guinea.

## Statistiche

### Cronologia presenze e reti in Nazionale
| Cronologia completa delle presenze e delle reti in nazionale ― Madagascar | Cronologia completa delle presenze e delle reti in nazionale ― Madagascar | Cronologia completa delle presenze e delle reti in nazionale ― Madagascar | Cronologia completa delle presenze e delle reti in nazionale ― Madagascar | Cronologia completa delle presenze e delle reti in nazionale ― Madagascar | Cronologia completa delle presenze e delle reti in nazionale ― Madagascar | Cronologia completa delle presenze e delle reti in nazionale ― Madagascar | Cronologia completa delle presenze e delle reti in nazionale ― Madagascar |
| Data                                                                      | Città                                                                     | In casa                                                                   | Risultato                                                                 | Ospiti                                                                    | Competizione                                                              | Reti                                                                      | Note                                                                      |
| ------------------------------------------------------------------------- | ------------------------------------------------------------------------- | ------------------------------------------------------------------------- | ------------------------------------------------------------------------- | ------------------------------------------------------------------------- | ------------------------------------------------------------------------- | ------------------------------------------------------------------------- | ------------------------------------------------------------------------- |
| 9-3-2008                                                                  | Curepipe                                                                  | Mauritius                                                                 | 1 – 2                                                                     | Madagascar                                                                | Amichevole                                                                | -                                                                         | 66’                                                                       |
| 31-5-2008                                                                 | Gaborone                                                                  | Botswana                                                                  | 0 – 0                                                                     | Madagascar                                                                | Qual. Mondiali 2010                                                       | -                                                                         | 56’                                                                       |
| 8-6-2008                                                                  | Antananarivo                                                              | Madagascar                                                                | 0 – 0                                                                     | Costa d'Avorio                                                            | Qual. Mondiali 2010                                                       | -                                                                         |                                                                           |
| 15-6-2008                                                                 | Antananarivo                                                              | Madagascar                                                                | 1 – 1                                                                     | Mozambico                                                                 | Qual. Mondiali 2010                                                       | -                                                                         | 60’                                                                       |
| 22-6-2008                                                                 | Matola                                                                    | Mozambico                                                                 | 3 – 0                                                                     | Madagascar                                                                | Qual. Mondiali 2010                                                       | -                                                                         | 86’                                                                       |
| 7-9-2008                                                                  | Antananarivo                                                              | Madagascar                                                                | 1 – 0                                                                     | Botswana                                                                  | Qual. Mondiali 2010                                                       | -                                                                         | 84’                                                                       |
| 11-10-2008                                                                | Abidjan                                                                   | Costa d'Avorio                                                            | 3 – 0                                                                     | Madagascar                                                                | Qual. Mondiali 2010                                                       | -                                                                         | 74’                                                                       |
| 27-3-2011                                                                 | Antananarivo                                                              | Madagascar                                                                | 1 – 1                                                                     | Guinea                                                                    | Qual. Coppa d'Africa 2012                                                 | 1                                                                         |                                                                           |
| 5-6-2011                                                                  | Conakry                                                                   | Guinea                                                                    | 4 – 1                                                                     | Madagascar                                                                | Qual. Coppa d'Africa 2012                                                 | -                                                                         |                                                                           |
| 17-7-2011                                                                 | Teheran                                                                   | Iran                                                                      | 1 – 0                                                                     | Madagascar                                                                | Amichevole                                                                | -                                                                         |                                                                           |
| 4-8-2011                                                                  | Praslin                                                                   | Madagascar                                                                | 1 – 1                                                                     | Mayotte                                                                   | Giochi dell'Oceano Indiano 2011                                           | 1                                                                         |                                                                           |
| 6-8-2011                                                                  | Victoria                                                                  | La Riunione                                                               | 2 – 1                                                                     | Madagascar                                                                | Giochi dell'Oceano Indiano 2011                                           | 1                                                                         |                                                                           |
| 4-9-2011                                                                  | Antananarivo                                                              | Madagascar                                                                | 0 – 2                                                                     | Niger                                                                     | Qual. Coppa d'Africa 2012                                                 | -                                                                         |                                                                           |
| 15-11-2011                                                                | Antananarivo                                                              | Madagascar                                                                | 1 – 0                                                                     | Guinea Equatoriale                                                        | Qual. Mondiali 2014                                                       | 1                                                                         | 84’                                                                       |
| Totale                                                                    |                                                                           | Presenze                                                                  | 14                                                                        |                                                                           | Reti                                                                      | 4                                                                         |                                                                           |